# Michael Mörz
Michael Mörz (* 2. April 1980 in Eisenstadt) ist ein ehemaliger österreichischer Fußballspieler.

## Karriere

### Vereinskarriere

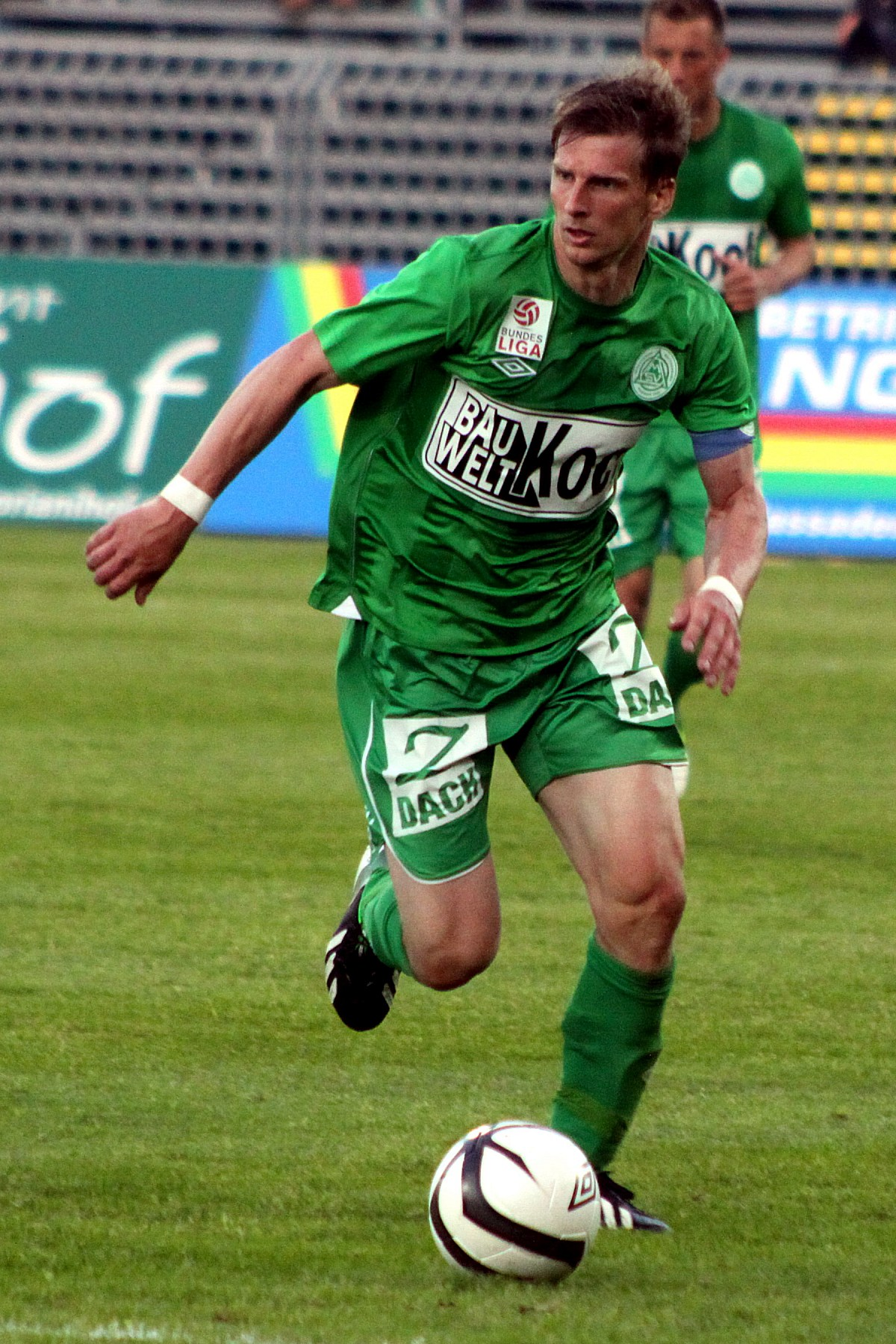
Michael Mörz in Aktion (2013)

Michael Mörz wurde am 2. April 1980 in Eisenstadt geboren und begann seine Vereinskarriere als Fußballspieler kurz nach seinem siebenten Geburtstag im Nachwuchsbereich der SV Mattersburg. Ab November 1991 spielte er – vermutlich als Kooperationsspieler – in der Jugend des SK Rapid Wien und kehrte in der Winterpause 1996/97 wieder nach Mattersburg zurück, wo er fortan für die Herrenmannschaft mit damaligem Spielbetrieb in der drittklassigen Regionalliga Ost zum Einsatz kam. 1999/2000 stieg er mit der Mannschaft, die bei 30 Ligaspielen nur zwei Niederlagen hinnehmen musste, als Meister der Regionalliga Ost und Sieger der anschließenden Relegation gegen den FC Lustenau 07 in die zweitklassige 1. Division auf.
In der Saison 2002/03 wurde er zum besten Spieler der zweitklassigen Ersten Liga und bei der Krone-Fußballerwahl 2004 auf den dritten Platz gewählt. 2003 schaffte er als Stammspieler der Burgenländer den Aufstieg in die höchste österreichische Spielklasse. Sein Debüt in der höchsten österreichischen Spielklasse gab Mörz am 26. Juli 2003 gegen den SK Sturm Graz. 2006 erreichte er mit der SV Mattersburg das österreichische Pokalfinale. Nach der erfolglosen Saison 2013/14 beendete Mörz seine Karriere und trainierte danach Jugendmannschaften der SV Mattersburg. Daneben kam er bis Herbert 2017 auch noch für den SV Schattendorf im österreichischen Amateurfußball zum Einsatz. Bis zum Sommer 2016 hatte er es auf 51 Meisterschaftseinsätze und sieben -treffer gebracht, pausierte die komplette Spielzeit 2016/17, in der er auch kurzzeitig als Trainer der Mannschaft agierte, und kam im August/September 2017 noch auf vier Ligaeinsätze für die Schattendorfer.

### Nationalmannschaftskarriere
Im August 2004 wurde Mörz zum ersten Mal in die österreichische Fußballnationalmannschaft einberufen. Am 7. September 2005 absolvierte er bei einem 0:0-Remis gegen Aserbaidschan in Baku seinen ersten Länderspieleinsatz. Bis zu seinem letzten Länderspieleinsatz 2007 hatte er insgesamt zwölf Länderspiele für sein Heimatland absolviert.

### Trainerkarriere
Seit 2014 befindet sich Mörz im Besitz der UEFA-B-Lizenz. Von 2013 bis 2015 arbeitete er unter anderem als Jugendtrainer bei der SV Mattersburg und war später für rund zwei Monate Trainer der Herrenmannschaft des SV Schattendorf.

## Berufliche Laufbahn / Privates
Michael Mörz ist verheiratet mit Nina, einer Volksschullehrerin, und Vater von vier Kindern (Alissa, Charlize, Collien und Nicholas). Hauptberuflich ist er als Bankangestellter tätig, arbeitet jedoch ehrenamtlich für den BurgenländischenFachverband für Turnen (BFT), bei dem er zeitweise als Vizepräsident oder auch als Finanzreferent fungierte.